# (507414) 2012 PE
(507414) 2012 PE es un asteroide perteneciente a los asteroides que cruzan la órbita de Marte descubierto el 20 de junio de 2012 por el equipo del Mount Lemmon Survey desde el Observatorio del Monte Lemmon, Arizona, Estados Unidos.

## Designación y nombre
Designado provisionalmente como 2012 PE.

## Características orbitales
2012 PE está situado a una distancia media del Sol de 1,704 ua, pudiendo alejarse hasta 1,771 ua y acercarse hasta 1,638 ua. Su excentricidad es 0,039 y la inclinación orbital 20,627 grados. Emplea 812,81 días en completar una órbita alrededor del Sol.
El próximo acercamiento a la órbita de Marte ocurrirá el 30 de junio de 2111.

## Características físicas
La magnitud absoluta de 2012 PE es 18,42. 